# Saxonette

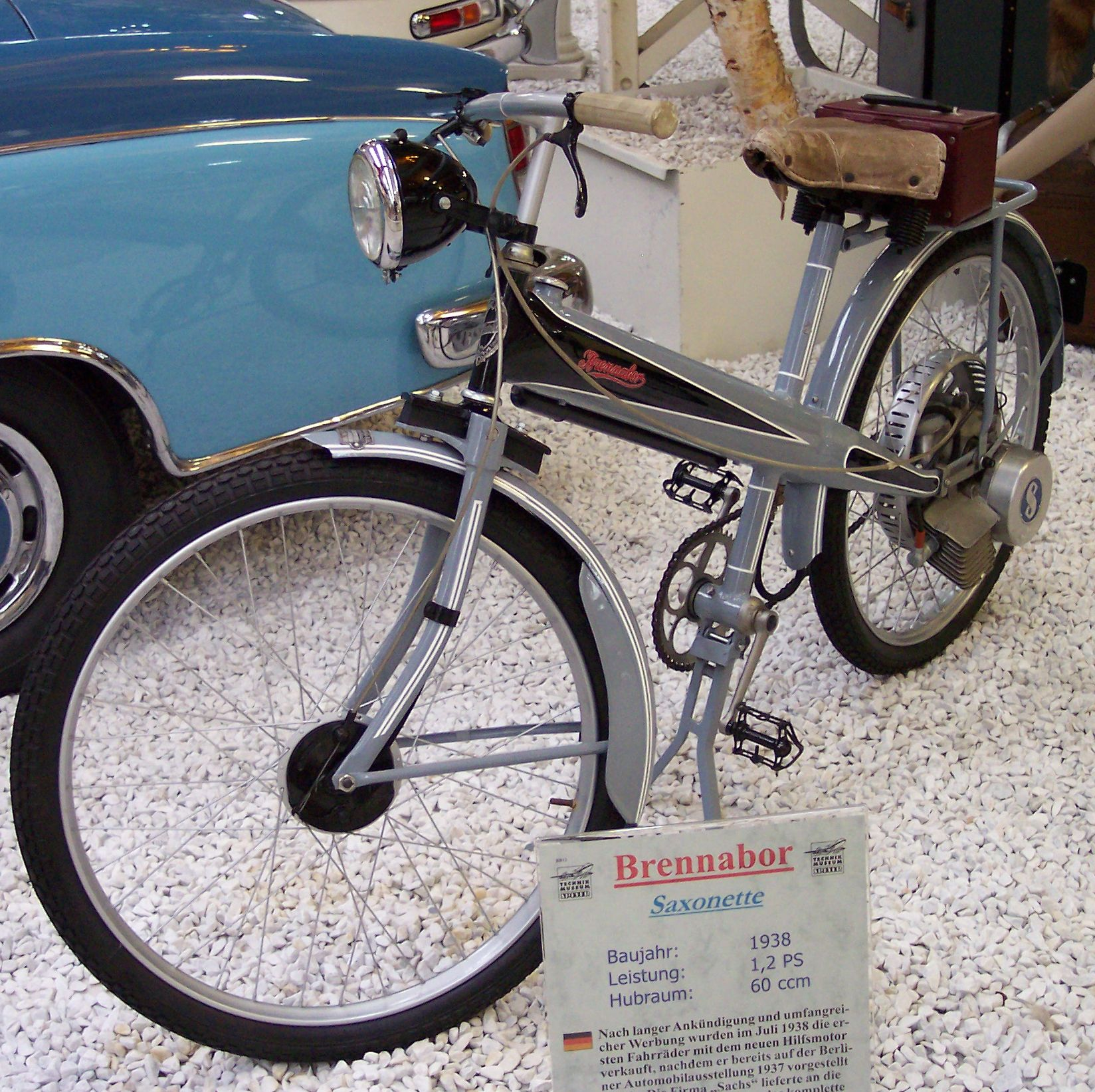
Il primo Saxonette (Brennabor 1938)

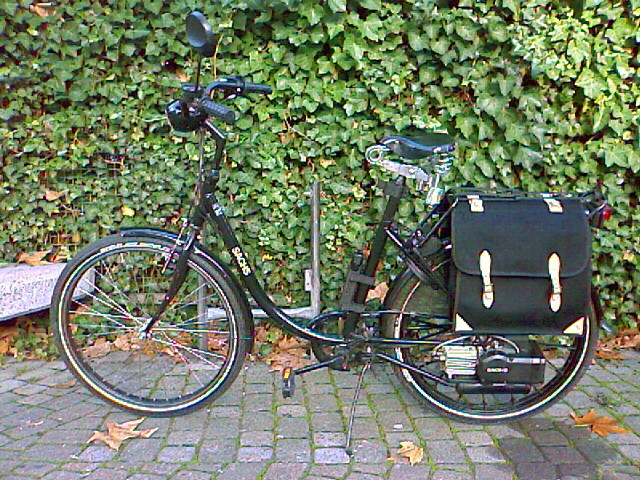
La seconda serie Saxonette (1997)

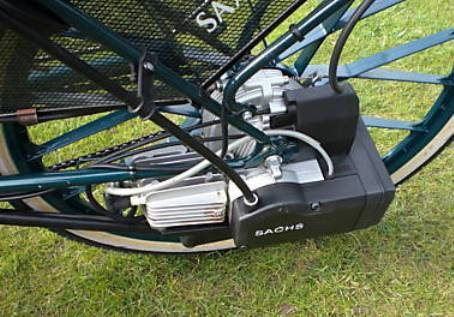
Il motore della seconda serie

Saxonette è il nome della bicicletta motorizzata della Fichtel und Sachs e Sachs Bikes con motore a due tempi. Il primo modello con motore da 60 cm³ fu prodotto dal 1938 al 1940, il secondo modello con motore 30 cm³ dal 1987 al 2011.

## Il primo Saxonette
Nel 1937 alla Automobilausstellung di Berlino venne presentato il modello con motore a due tempi e cilindrata 60 cm³ e potenza di 1,2 HP a 3500 g/min, e costruito su licenza da diversi costruttori. La velocità massima era di 30 km/h.

## Il secondo Saxonette
La seconda serie Saxonette venne presentata nel 1987 in Germania sotto l'etichetta Hercules. Il motore Sachs-301-Radnabenmotor venne commercializzato sotto il nome Spartamet, in Olanda e Inghilterra dal 1993 per diversi tipi di cicli. 
Dati tecnici (seconda serie):
- Motore: raffreddamento ad aria, monocilindrico a due tempi
  - Cilindrata: 30 cm³
  - Rapporto di compressione: 7,5:1
  - Carburatore: TK 2981001 o BING 81/8/101B
  - Potenza: 0,5 kW/0,7 HP a 3750 g/min
  - Coppia massima: 1,59 Nm a 3750 g/min
  - Combustibile: miscela olio-benzina secondo DIN in rapporto 1:50
  - Accensione: Elektro- o Seilzugstart
  - Serbatoio: 1,7 l
- Telaio (a diamante o telaio passagamba) con sellino
  - Altezza: 48 cm
  - Freni anteriore: freno a tamburo
  - Freni posteriore: freno a tamburo
  - Ruote: anteriore 42-590 / posteriore 44-590 (26")
  - Peso: 32 kg
  - Altezza sellino da terra: da 900 mm a 1005 mm
- Massa totale: 130 kg
- Velocità massima: 20 km/h
- Pendenza superabile: 5%